# Cruceni, Arad
Cruceni (în maghiară Keresztes, în germană Kreuzstätten) este un sat în comuna Șagu din județul Arad, Banat, România.

## Înființare și atestări
Teritoriul pe care este așezată localitatea Cruceni poartă numele de „Movila Teșită” (în germană Stockbrunnen). Aici au fost găsite obiecte din Hallstatt (prima perioadă a Epocii Fierului 1200-500 î.Hr.) conform R.A.N. (Repertoriul Arheologic Național). Tot conform R.A.N., aici este o foarte mică așezare, poate chiar o tabără de câteva luni, din Epoca Bronzului .În Epoca Medievală Timpurie apare cu numele ,,Fântâna de lemn". Probabil există o legenda sau era o apă foarte bună și din această cauză unii oamenii și-au construit case aici. Apoi, până în anul 1771, aici au fost culturi de viță-de-vie numite Brest. în anul 1771 apare prima atestare, colonizarea are loc între 1771-1772. Satul a fost fondat în cursul celui de-al doilea val de colonizare cu șvabi, ordonat de împărăteasa Maria Terezia. Aici au fost aduse 62 familii de coloniști din Würzburg, Strassburg și Bamberg. Maria Terezia și fiul ei Iosif al II-lea au ferit satul de inundații datorită faptului că este la o altitudine mare plus faptul că este o movilă înaltă. Vârful bisericii Anton de Padova este la aceeași înălțime ca și fundația caselor din Cruceni la o altitudine de 243 m.
Familile au construit primele străzi, iar din 1780 s-a început construirea bisericii. În 1782 Ludwig von Alberti a extins satul, străzile formau o cruce dublă, în total 6 străzi care purtau numele de ulițe: Ulița Fântânii, Ulița Preotului, Ulița Domnilor, Ulița Cimitirului, Ulița Tufelor și Ulița Mare.

## Numele
Numele acestei localități are mai multe istorii, însă una este cea mai probabilă.
Prima relatare ar fi faptul că satul a fost numit așa datorită crucii duble pe care o forma,aceasta este și cea mai probabilă istorie.Într-adevăr localitatea este și în zi de azi intersecție între patru localități: Tisa nouă (pe vremea aceea Wiesenhaid), Firiteaz, Sânnicolau Mic (astăzi cartier al Aradului) și Șagu. La fiecare deal vecin cu dealul Cruceniului există o cruce care semnifică intrarea în sat.
A doua relatare este o legendă, însă foarte probabil este reală,se spune că la sosirea coloniștilor aici au găsit o cruce de lemn ascunsă în pământ. A treia spune că a fost proiectată o cruce strălucitoare din aur la șanțul de fundație a satului.

## Biserica
Biserica este construită în stilul baroc. Construcția a avut loc între anii 1780-1783, este o biserică romano-catolică în care se mai țin și astăzi slujbe greco-catolice. În biserică, pe tavan, scrie, de aproape 250 de ani „Im Kreuz ist Heil”, adică „În cruce este mântuirea”. În acest lăcaș sfânt există icoane vechi de 100, 200 și chiar de 300 de ani, este și o orgă tip Ludovic al XIV-lea, veche din 1783. În biserică se găsește altarul cu icoana „Hristos pe Cruce”. La început preoții au fost franciscani, până la sfințirea bisericii pe 14 septembrie 1783, de către episcopul Emmerich Christovich, la sărbătoarea Înălțarii Sfintei Cruci, când este și hramul bisericii.Cu începutul anilor 1920 au început să plece nemți și să vină români.În 1951 s-a amenajat aici o capelă ortodoxă,care mai târziu a fost extinsă,astăzi fiind biserică.În această biserică două treimi din sat își spun rugăciunile aici în fiecare zi de sărbătoare și/sau duminică.

## Personalități
- Paul Wittmann (1900-1985), muzician
- Iosif Kovacs (1919 -1984), demnitar comunist

## Crucile
În Cruceni sunt 3 cruci vechi, nemțesti. Restul, ortodoxe, sunt construite mai târziu, recent. Acestea se află în sat. Mai sunt patru cruci la ieșire din sat. Dintre acele 3 cruci vechi care sunt în sat, una se află la intersecția cu Tisa Nouă, una în fața bisericii romano-catolice și ultima în cimitirul satului. Celelalte 4 cruci se află la ieșirea din sat, înspre fiecare localitate cu care se învecinează.